# NGC 1858
NGC 1858 في الفهرس العام الجديد، هو عنقود مفتوح، يقع في كوكبة أبو سيف (كوكبة). اكتشف في 3 أغسطس 1826 . بواسطة جيمس دنلوب .

## روابط خارجية
- NGC 1858 على موقع ويكي سكاي: DSS2, SDSS, GALEX, IRAS, Hydrogen α, X-Ray, Astrophoto, Sky Map, Articles and images